# ラビット (企業)
ラビット株式会社（Rabbit CO.,LTD.）は、主に消しゴム、レーザーポインターを専門的に製造する、日本の文具メーカー。

## 主な商品
現在の主な商品
- 消しゴム

フォームイレーザーダブル、Arch、ピュアスリム、小学生学習字消し 他
- 練り消しゴム

RADICデッサン用ねり消しゴム
- インク用消しゴム(砂消しゴム)

RADIC 512、RADIC 510
- 電動消しゴム

RBEシリーズ
- レーザーポインター

RXシリーズ
過去の主な商品
- ジャンカー「JUNKER」- 高性能プラスチック消しゴムで、ロングセラーだった[1]。
- ラディック「RADIC」- 一般事務用消しゴムで、MONOのように「60」から「300」までシリーズがあった[1]。

## フォームイレーザーダブル
参照:

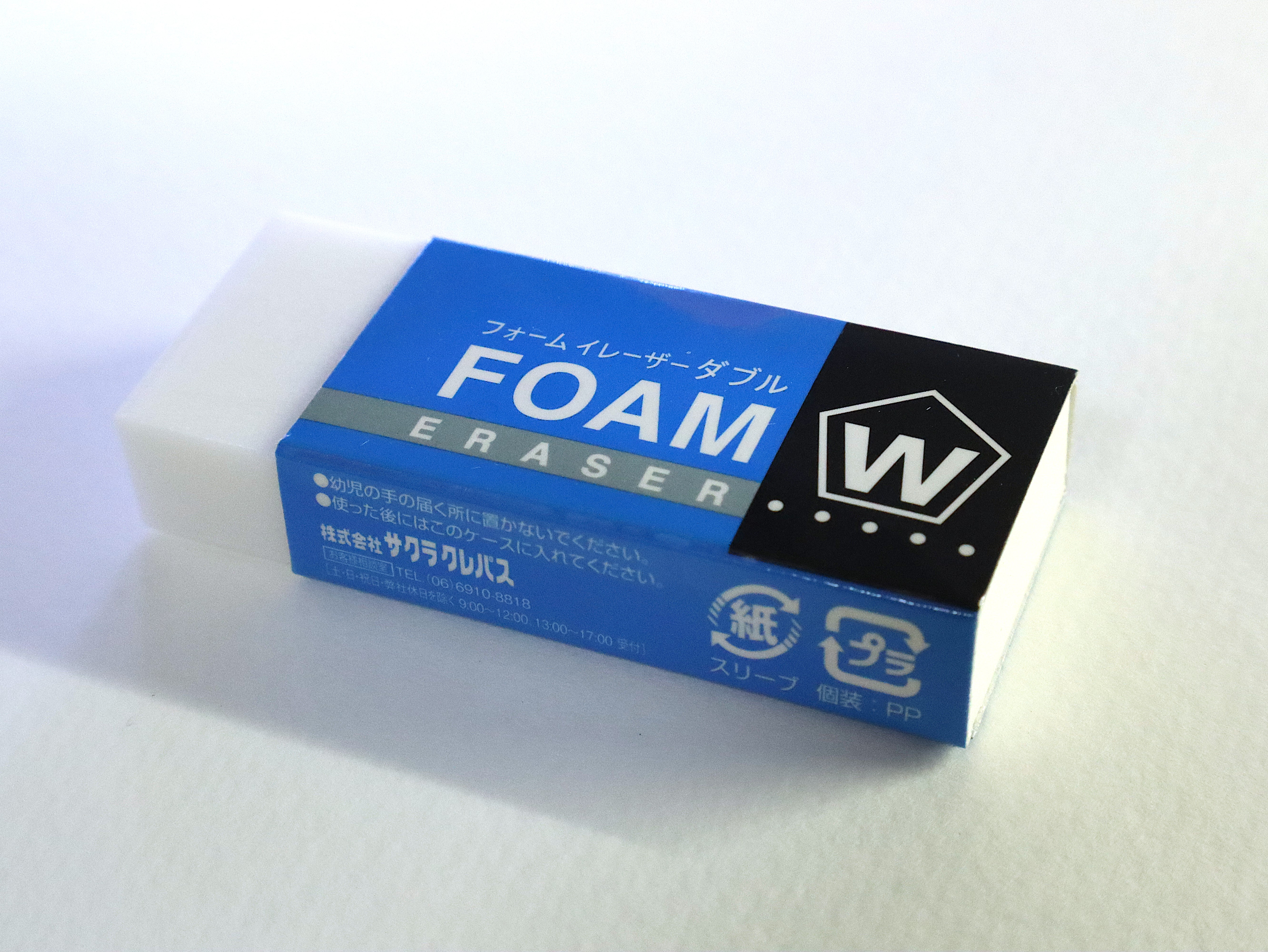
FOAM ERASER W

フォームイレーザーダブル（FOAM ERASER W）は、特殊発泡体(FOAM)と従来の字消し成分(ポリマー)の２種類の樹脂(レジン)を融合させた構造を使用した「Ｗレジン構造」を使用した、独自の構造を使用した消しゴムである。「2000年を記念する消しゴム誕生」として発売された。
この構造により5つの特徴「タッチが軽い・コシがある・消しくずがつらなってまとまる・消しゴムがいつもきれい・よく消える」を持つ消しゴムとなった。

## 関連会社
- サクラクレパス
- パイロット